# Magyarpolány
Magyarpolány es un pueblo ubicado en el distrito de Ajka, en el condado de Veszprém, Hungría.

## Superficie
Posee una superficie de 26,97 kilómetros cuadrados.

## Demografía
Hasta 2019 la población era de 1241 habitantes, con una densidad de población de 46,01 habitantes por kilómetro cuadrado.